# Palais Papadopoli
Le palais Papadopoli est un palais de Venise, œuvre de l'architecte Giovanni Giacomo dé Grigi († 1572), construit  au XVIe siècle (vers 1560). Il est situé face au palazzo Grimani sur le Grand Canal. Son portail d'entrée est situé au bout de la Calle della Malvasia. 

## Histoire

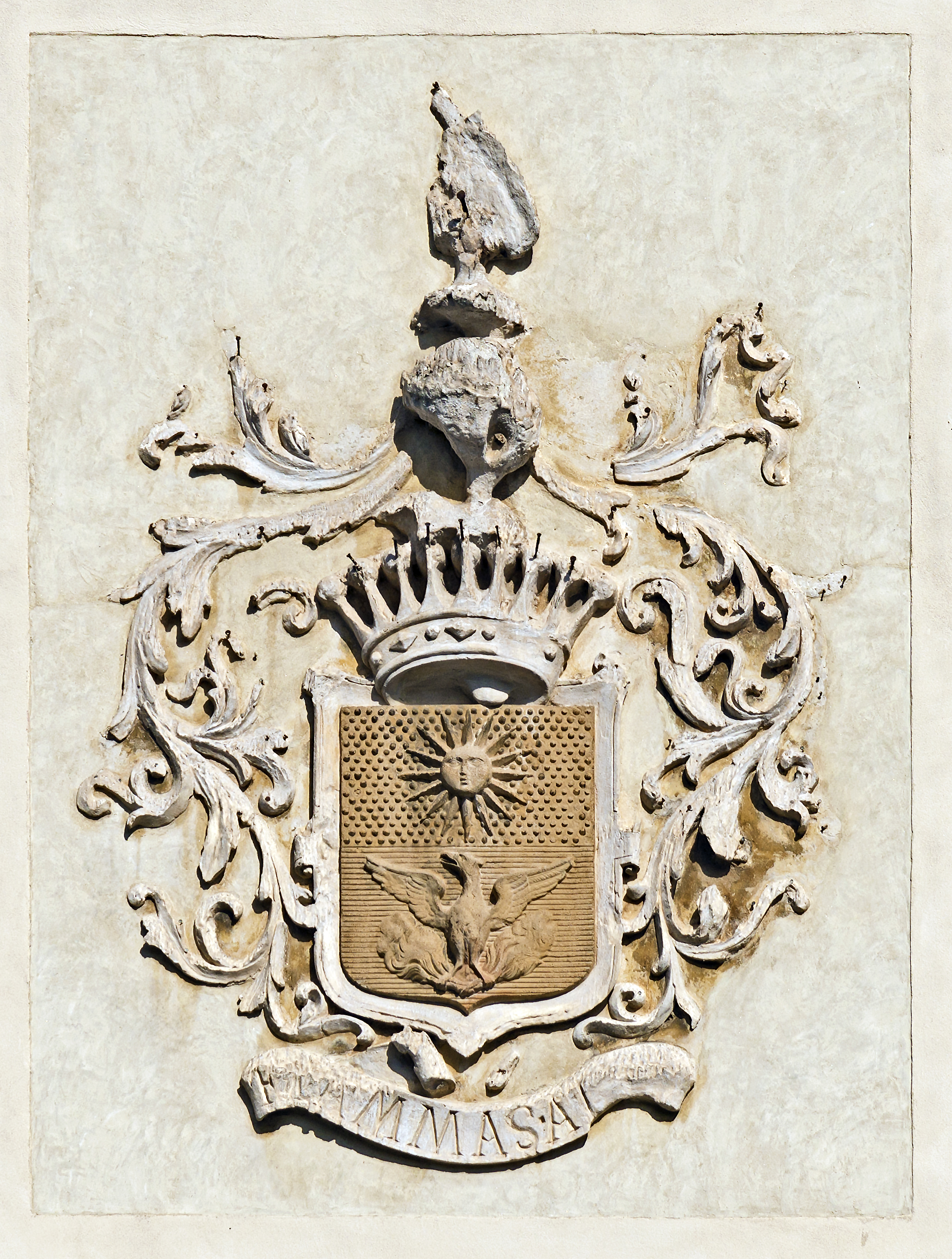
Les armes de la famille Papadopoli

La famille Coccina de Bergame a été à l'origine de sa construction. Les propriétaires suivants ont été la famille Tiepolo puis les frères Papadopoli Aldobrandini au XIXe siècle, qui ont donné leur nom à l’édifice.

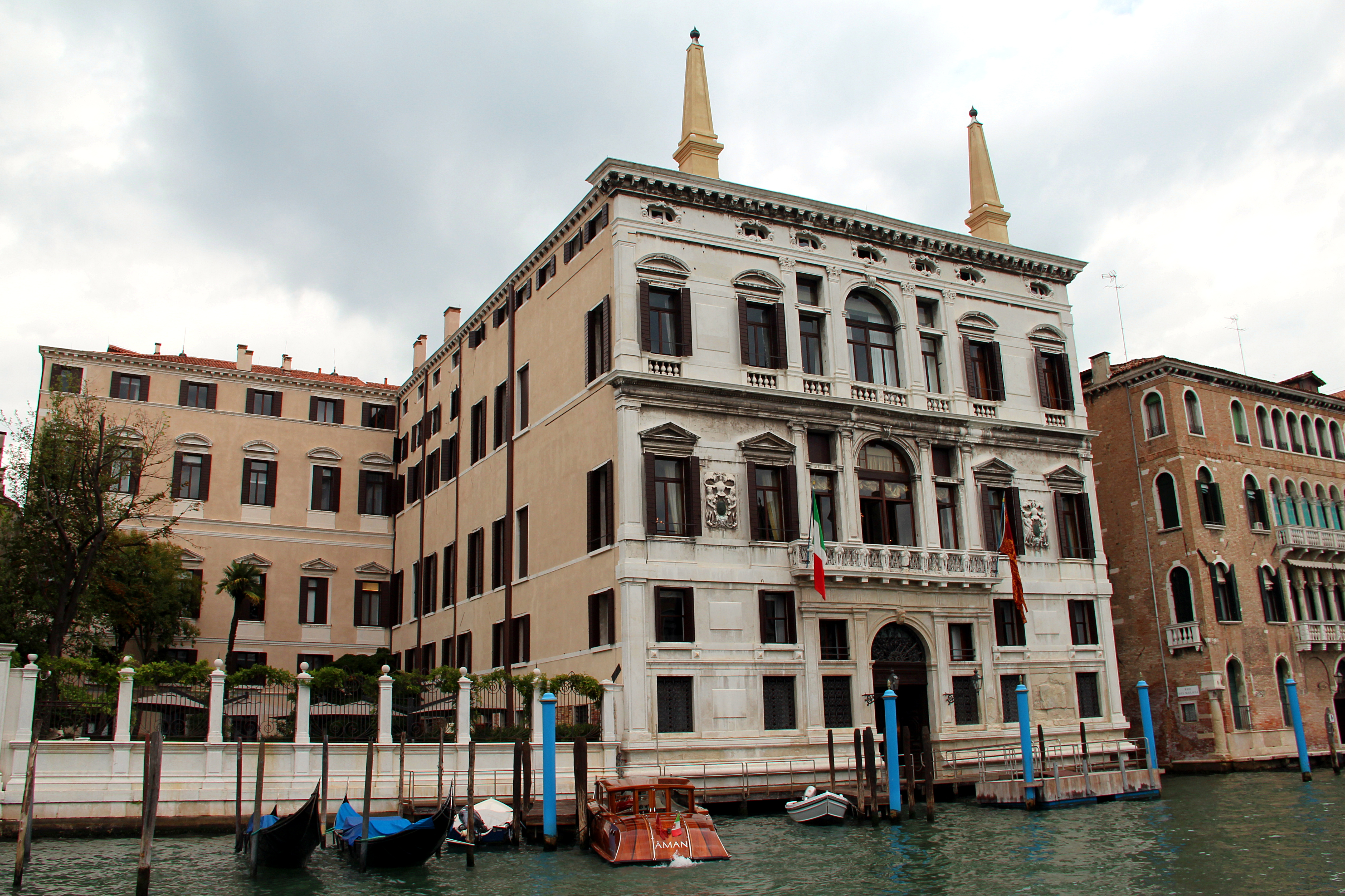
Le palais Papadopoli vu du Grand Canal.

Les principaux artistes ayant participé à sa décoration sont Michel-Ange Guggenheim,, Giambattista Tiepolo et Jacopo Guarana.